# Kulczak obcięty
Kulczak obcięty (Acaulon muticum (Schreb. ex Hedw.) Müll. Hal.) – gatunek mchu należący do rodziny płoniwowatych (Pottiaceae Schimp.). Występuje w obszarze klimatu umiarkowanego półkuli północnej i w Afryce.

## Morfologia
GametofitRośliny o pokroju eliptycznym do kulistego, wysokości 1–2 mm. Listki łodygowe długo zaostrzone, wklęsłe. Górne listki długości do 2 mm, całobrzegie, ale z kilkoma ząbkami przy zaokrąglonym wierzchołku. Żebro wystające ze szczytu listka. Dolne listki krótsze.
SporofitSeta prosta, krótka, ok. 0,1–0,3 mm. Puszka zarodni kulista, prawie całkiem ukryta w otaczających ją górnych listkach łodygowych. Zarodniki kuliste do eliptycznych, 30-50 µm, brodawkowate lub prawie gładkie.
Gatunki podobneAcaulon triquetrum jest jeszcze mniejszy (do 1,5 mm wysokości), a przez silnie zachodzące na siebie listki z kilem w widoku z góry ma kształt trójkątny, podczas gdy A. muticum bardziej zaokrąglony. A. triquetrum ma także wygiętą setę. Listki brodka bezłodygowego Tortula acaulon nie obejmują puszki tak szczelnie i mają bardziej zaostrzony wierzchołek. Potłumek trwałowieczek Weissia longifolia ma dłuższe, węższe listki.

## Biologia i ekologia
Rośnie na glebie na polach uprawnych, żwirze, przy traktach i ścieżkach, na mrowiskach.

## Systematyka i nazewnictwo
Synonimy: Phascum muticum Schreb. ex Hedw. 	
Odmiany:
- Acaulon muticum var. mediterraneum (Limpr.) Sérgio
- Acaulon muticum var. rufescens (A. Jaeger) H.A. Crum

## Zagrożenia
Gatunek został wpisany w 2011 r. na czerwoną listę mchów województwa śląskiego z kategorią zagrożenia „VU” (narażony na wyginięcie), w województwie opolskim nadano mu kategorię „V” (narażony na wyginięcie), w skali Polski uznano za rzadki. Na Słowacji w 2001 r. i w Czechach w 2005 r. również nadano mu kategorię „VU”.